# Belgische kwalificatie voor het Europees kampioenschap voetbal 2012
België nam van september 2010 tot oktober 2011 deel aan de kwalificatiecampagne voor het EK 2012 in Polen en Oekraïne, maar wist zich niet te plaatsen voor het eindtoernooi. De Rode Duivels, die tijdens de campagne geleid werden door bondscoach Georges Leekens, werden in hun groep derde met vijftien punten achterstand op groepswinnaar Duitsland.

## Kwalificatie

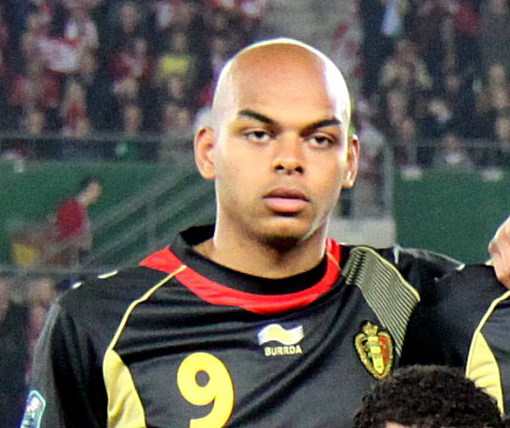
Marvin Ogunjimi speelde met vier doelpunten een belangrijke rol in de kwalificatiecampagne van de Rode Duivels.

Begin mei 2010 raakte bekend dat Georges Leekens zou terugkeren als bondscoach. Leekens had de nationale ploeg al eens naar het WK 1998 geloodst en kreeg nu de opdracht om zich met de Rode Duivels ook voor het EK 2012 te kwalificeren.
België begon op 3 september 2010 aan de kwalificatiecampagne. Het eerste duel was meteen een erg belangrijke thuiswedstrijd tegen groepsfavoriet Duitsland. België verloor voor eigen supporters met 0–1 na een goal van Miroslav Klose, die een blunder van toenmalig Bayern München-ploeggenoot Daniel Van Buyten afstrafte. Na afloop kreeg Van Buyten veel kritiek van de Belgische pers. Vier dagen later was de valse start van de Belgen compleet; het team van Leekens verloor ondanks twee kopbaldoelpunten van Van Buyten met 3–2 van Turkije. Na de twee interlands publiceerde Van Buyten een open brief waarin hij op zijn beurt de harde aanpak van de Belgische pers bekritiseerde.
In de uitwedstrijd tegen Kazachstan op 8 oktober 2010 liet de bondscoach Genk-aanvaller Marvin Ogunjimi debuteren. De spits mocht tijdens de rust invallen voor Romelu Lukaku en vormde zo in de tweede helft een spitsenduo met zijn ploeggenoot Jelle Vossen. Ogunjimi scoorde meteen twee doelpunten en bezorgde de nationale ploeg zijn eerste uitzege in drie jaar. Ook vier dagen later, in de thuiswedstrijd tegen Oostenrijk, rekende Leekens op het Genkse aanvalsduo Vossen-Ogunjimi. Vossen bracht de Belgen al snel op voorsprong, maar nadien namen de Oostenrijkers de leiding over. Bij een tussenstand van 2–3 in het voordeel van de Oostenrijkers werd middenvelder Paul Scharner uitgesloten. Met een man meer slaagden de Duivels erin om de achterstand om te buigen in een voorsprong. In de 90e minuut kopte Nicolas Lombaerts de Belgen naar 4–3. In de slotseconden van de toegevoegde tijd sleepte de Oostenrijkse invaller Martin Harnik alsnog nog een gelijkspel uit de brand, waardoor de Duivels naast drie belangrijke punten grepen.
Na de jaarwisseling mochten de Belgen op bezoek bij Oostenrijk. Ditmaal trokken de Duivels aan het langste eind; het werd 0–2 dankzij twee treffers van Axel Witsel. Door de zege sprongen de Duivels tijdelijk naar de tweede plaats in groep A. In maart 2011 werd er in het Koning Boudewijnstadion ook met 4–1 gewonnen van Azerbeidzjan, dankzij goals van Jan Vertonghen, Timmy Simons, Nacer Chadli en Jelle Vossen.
Op 3 juni 2011 volgde de belangrijke thuiswedstrijd tegen Turkije, dat net als de Belgen om de tweede plaats in de groep streed. Ogunjimi bracht de Rode Duivels al na enkele minuten op voorsprong, maar Burak Yılmaz bracht de score een kwartier later weer in evenwicht. Eden Hazard werd na een uur tegen zijn zin gewisseld en verliet nog voor het laatste fluitsignaal het stadion om buiten een hamburger te eten, wat na afloop van de interland voor een mediarel en een conflict met de bondscoach zou zorgen. Axel Witsel kreeg de kans om België via een strafschop opnieuw op voorsprong te brengen, maar hij miste. Het bleef zo 1–1. De Belgen lieten opnieuw drie belangrijke punten liggen, waardoor ze hun eigen lot niet meer in handen hadden. De situatie werd alleen maar slechter toen de Belgen vervolgens ook tegen Azerbeidzjan drie punten lieten liggen. Timmy Simons bracht het team van Leekens in Bakoe via een strafschop op voorsprong, maar in de slotminuten incasseerden de Duivels alsnog een tegendoelpunt waardoor het opnieuw 1–1 werd.
Op 7 oktober wonnen de Duivels met 4–1 van Kazachstan via treffers van Simons, Eden Hazard, Vincent Kompany en een eigen doelpunt van Vitali Yevstigneyev. Omdat Turkije diezelfde dag van Duitsland had verloren en eerder tegen Oostenrijk niet verder dan een scoreloos gelijkspel was geraakt, had België nog een kleine kans om tweede te worden. Om beslag te kunnen leggen op de tweede te plaats moest België op de slotspeeldag tegen de ongeslagen groepswinnaar Duitsland een gelijkaardig resultaat halen als de Turken tegen Azerbeidzjan. De Belgen gingen uiteindelijk in Düsseldorf kansloos onderuit. België verloor met 3–1, terwijl Turkije met 1–0 won van Azerbeidzjan.

### Kwalificatieduels
| 3 september 2010 | België       | 0 – 1 | Duitsland    |
| 7 september 2010 | Turkije      | 3 – 2 | België       |
| 8 oktober 2010   | Kazachstan   | 0 – 2 | België       |
| 12 oktober 2010  | België       | 4 – 4 | Oostenrijk   |
| 25 maart 2011    | Oostenrijk   | 0 – 2 | België       |
| 29 maart 2011    | België       | 4 – 1 | Azerbeidzjan |
| 3 juni 2011      | België       | 1 – 1 | Turkije      |
| 2 september 2011 | Azerbeidzjan | 1 – 1 | België       |
| 7 oktober 2011   | België       | 4 – 1 | Kazachstan   |
| 11 oktober 2011  | Duitsland    | 3 – 1 | België       |

### Stand groep A
| Land         | Wed | Win | Gel | Ver | DV | DT | +/- | Pnt |
| ------------ | --- | --- | --- | --- | -- | -- | --- | --- |
| Duitsland    | 10  | 10  | 0   | 0   | 34 | 7  | +27 | 30  |
| Turkije      | 10  | 5   | 2   | 3   | 12 | 11 | +1  | 17  |
| België       | 10  | 4   | 3   | 3   | 21 | 15 | +6  | 15  |
| Oostenrijk   | 10  | 3   | 3   | 4   | 16 | 17 | –1  | 12  |
| Azerbeidzjan | 10  | 2   | 1   | 7   | 10 | 26 | –16 | 7   |
| Kazachstan   | 10  | 1   | 1   | 8   | 6  | 24 | –18 | 4   |

## Technische staf
|                 |                        |               |
| Functie         | Naam                   | Nationaliteit |
| Bondscoach      | Georges Leekens (foto) | België        |
| Assistent-coach | Marc Wilmots           | België        |
| Keeperstrainer  | Philippe Vande Walle   | België        |

## Uitrustingen
Sportmerk: Burrda Sport
| Thuis · (2010) | Uit · (2010) | Thuis · (2011) | Uit · (2011) |

## Doelpuntenmakers
| Naam              | Goals | GW |
| ----------------- | ----- | -- |
| Marvin Ogunjimi   | 4     | 6  |
| Timmy Simons      | 3     | 10 |
| Axel Witsel       | 2     | 9  |
| Marouane Fellaini | 2     | 6  |
| Daniel Van Buyten | 2     | 6  |
| Jelle Vossen      | 2     | 5  |
| Jan Vertonghen    | 1     | 9  |
| Vincent Kompany   | 1     | 8  |
| Eden Hazard       | 1     | 8  |
| Nicolas Lombaerts | 1     | 6  |
| Nacer Chadli      | 1     | 3  |

KBVB · A-internationals · Selecties · Statistieken · Bondscoaches · Belgisch vrouwenelftal · Olympisch elftal · België U21 · België U20 · België U19 · België U18 · België U17 · België U16 · Vrouwen U19 · Vrouwen U17
Albanië ·
Algerije ·
Andorra ·
Argentinië ·
Armenië ·
Australië ·
Azerbeidzjan ·
Bosnië en Herzegovina · 
Brazilië ·
Bulgarije ·
Burkina Faso ·
Canada ·
Chili ·
Colombia ·
Costa Rica ·
Cyprus ·
DDR ·
Denemarken ·
Duitsland ·
Egypte ·
El Salvador ·
Engeland ·
Estland ·
Faeröer ·
Finland ·
Frankrijk ·
Gabon ·
Gibraltar ·
Griekenland ·
Hongarije ·
Ierland ·
IJsland ·
Irak ·
Israël ·
Italië ·
Ivoorkust ·
Japan ·
Joegoslavië ·
Kazachstan ·
Kroatië · 
Letland ·
Litouwen ·
Luxemburg ·
Malta ·
Marokko ·
Mexico ·
Montenegro · 
Nederland ·
Noord-Ierland ·
Noord-Macedonië ·
Noorwegen ·
Oekraïne ·
Oostenrijk ·
Panama · 
Paraguay ·
Peru ·
Polen ·
Portugal ·
Qatar ·
Roemenië ·
Rusland ·
San Marino ·
Saoedi-Arabië ·
Schotland ·
Servië ·
Servië en Montenegro ·
Slovenië ·
Slowakije ·
Sovjet-Unie ·
Spanje ·
Tsjechië ·
Tsjecho-Slowakije ·
Tunesië · 
Turkije · 
Uruguay · 
Verenigde Staten · 
Wales · 
Wit-Rusland ·
Zambia · 
Zuid-Korea · 
Zweden · 
Zwitserland
Algerije (2014) ·
Argentinië (2014) · 
Brazilië (2018) · 
Canada (2022) · 
Denemarken (2021) · 
Engeland (2018, 1) · 
Engeland (2018, 2) · 
Finland (2021) · 
Frankrijk (1904) ·
Frankrijk (2018) · 
Ierland (2016) · 
Italië (2016) · 
Italië (2021) · 
Japan (2018) · 
Kroatië (2022) · 
Marokko (2022) · 
Nederland (1985) · 
Panama (2018) ·
Polen (1982) · 
Portugal (2021) · 
Rusland (2014) · 
Rusland (2021) · 
Sovjet-Unie (1982) · 
Tunesië (2018) · 
Verenigde Staten (2014) ·
West-Duitsland (1980) · 
Zuid-Korea (2014)